# Passive Me, Aggressive You
| Recensione | Giudizio |
| ---------- | -------- |
| AllMusic   |          |

Passive me, Aggressive You è l'album di debutto della band neozelandese The Naked and Famous, pubblicato nel 2010.
L'album è stato pubblicato il 6 settembre 2010 in Nuova Zelanda, dove ha raggiunto il primo posto nella classifica musicale.
Da questo album sono stati estratti cinque singoli: All of This, Young Blood (che è arrivato in cima alle classifiche nella New Zealand Singles Chart), Punching in a Dream e Girls Like You e No Way.

## Tracce
1. All of This – 3:55
2. Punching in a Dream – 3:58
3. Frayed – 3:46
4. The Source – 0:48
5. The Sun – 3:56
6. Eyes – 4:43
7. Young Blood – 4:06
8. No Way – 5:29
9. Spank – 4:10
10. Jilted Lovers – 3:15
11. A Wolf in Geek's Clothing – 3:14
12. The Ends – 1:49
13. Girls Like You – 6:04